# Уокмен
Уокменът (на английски: personal stereo; на френски: baladeur) е преносим аудио плеър, на който могат да се слушат аудиокасети с помощта на слушалки. Неговите сравнително компактни размери позволяват слушането на музика в движение, на път и т.н. Първият такъв плеър се нарича „Стереобелт“ – изобретен и патентован от Андреас Павел през 1977 г. Той прави опит да комерсиализира изобретението си, но неуспешен. Първият комерсиален уокмен е на „Сони“, като е пуснат на пазара през 1979 г. и негови създатели са Акио Морита, Масару Ибука и Козо Охсоне.